# Ван Хорн, Кит
Кит Адам Ван Хорн (англ. Keith Adam Van Horn; род. 23 октября 1975, Фуллертон, штат Калифорния) — американский профессиональный баскетболист, завершивший карьеру. Выпускник Калифорнийской школы Дайамонд-Бар и Университета Юты.

## Карьера
Ван Хорн был выбран под общим вторым номером на Драфте 1997 командой «Филадельфия-76» и сразу же обменян в «Нью-Джерси Нетс» вместе с Майклом Кейджем, Люциусом Харрисом и Доном Маклином на Тима Томаса, Энтони Паркера, Джима Джексона и Эрика Монтроуза. Ван Хорн играл за «Нетс» целых пять лет. По итогам своего дебютного сезона он попал в первую сборную новичков НБА. Лучший свой сезон провел в 1999 году, в котором в среднем набирал 21,8 очков за игру (5 место в НБА), а также делал 8,5 подборов за игру. Далее в 2002 году он сыграл важную роль в команде, которая сумела победить в Финале Восточной конференции. В шестой игре серии против «Бостон Селтикс» Ван Хорн попал три трёхочковых броска и отправил «Нью-Джерси Нетс» в финал НбА, в котором «Сети» уступили «Лос-Анджелес Лейкерс». Ван Хорн входит в десятку рекордсменов команды за все времена по нескольким статистическим показателям, включая набранные очки, количество бросков с игры, трехочковые броски, подборы в защите и нападении.
6 августа 2002 Ван Хорн был обменян в «Филадельфию» вместе с Тоддом Маккалохом на центрового Дикембе Мутомбо. Он провел один сезон с «76-ми», в котором занял второе место в команде по результативности и дошёл до второго раунд плей-офф НБА. По истечении сезона был продан в «Нью-Йорк Никс» вследствие четырёхсторонней сделки, в которой также участвовали «Атланта Хокс» и «Миннесота Тимбервулвз». Его карьера в Никс была короткой:16 февраля 2004 года он был обменян в «Милуоки Бакс».
Для того чтобы разгрузить платежную ведомость для переподписания Майкла Редда в межсезонье, 24 февраля 2005 года «Бакс» обменяли Ван Хорна в «Даллас Маверикс» на Алана Хендерсона, Кэлвина Бута и денежную компенсацию. Ван Хорн провел почти два сезона в «Маверикс», был «шестым номером» команды и помог команде выиграть чемпионат Западной конференции в 2006 году, где они в конце концов проиграли «Майами Хит» в финале НБА.
После сезона 2006, он взял годичный отпуск, чтобы провести время со своей семьей в Колорадо и пропал из виду. Даже партнерам по команде не всегда удавалось связаться с ним. В 2008 году он стал частью перехода Джейсона Кидда в «Даллас Маверикс» из «Нью-Джерси Нетс», но только на бумаге. К тому времени в баскетбол он не играл уже около года и даже не пытался вернуться. Ван Хорн говорил: «Баскетбол был моим любимым занятием, приносившим кучу денег, но не более того». Некоторое время ходили слухи, что игрок может вернуться в НБА, и даже сам Ван Хорн вроде был не против, но возвращение так и не состоялось.

## Статистика

### Статистика в НБА
| Сезон                                                                                    | Команда     | Регулярный сезон | Регулярный сезон | Регулярный сезон | Регулярный сезон | Регулярный сезон | Регулярный сезон | Регулярный сезон | Регулярный сезон | Регулярный сезон | Регулярный сезон | Регулярный сезон | Серия плей-офф | Серия плей-офф | Серия плей-офф | Серия плей-офф | Серия плей-офф | Серия плей-офф | Серия плей-офф | Серия плей-офф | Серия плей-офф | Серия плей-офф | Серия плей-офф |
| Сезон                                                                                    | Команда     | GP               | GS               | MPG              | FG%              | 3P%              | FT%              | RPG              | APG              | SPG              | BPG              | PPG              | GP             | GS             | MPG            | FG%            | 3P%            | FT%            | RPG            | APG            | SPG            | BPG            | PPG            |
| ---------------------------------------------------------------------------------------- | ----------- | ---------------- | ---------------- | ---------------- | ---------------- | ---------------- | ---------------- | ---------------- | ---------------- | ---------------- | ---------------- | ---------------- | -------------- | -------------- | -------------- | -------------- | -------------- | -------------- | -------------- | -------------- | -------------- | -------------- | -------------- |
| 1997/98                                                                                  | Нью-Джерси  | 62               | 62               | 37,5             | 42,6             | 30,8             | 84,6             | 6,6              | 1,7              | 1,0              | 0,4              | 19,7             | 3              | 3              | 25,7           | 44,8           | 0,0            | 80,0           | 3,0            | 0,3            | 0,0            | 0,0            | 12,7           |
| 1998/99                                                                                  | Нью-Джерси  | 42               | 42               | 37,5             | 42,8             | 30,2             | 85,9             | 8,5              | 1,5              | 1,0              | 1,3              | 21,8             | Не участвовал  | Не участвовал  | Не участвовал  | Не участвовал  | Не участвовал  | Не участвовал  | Не участвовал  | Не участвовал  | Не участвовал  | Не участвовал  | Не участвовал  |
| 1999/00                                                                                  | Нью-Джерси  | 80               | 80               | 34,8             | 44,5             | 36,8             | 84,7             | 8,5              | 2,0              | 0,8              | 0,8              | 19,2             | Не участвовал  | Не участвовал  | Не участвовал  | Не участвовал  | Не участвовал  | Не участвовал  | Не участвовал  | Не участвовал  | Не участвовал  | Не участвовал  | Не участвовал  |
| 2000/01                                                                                  | Нью-Джерси  | 49               | 47               | 35,4             | 43,5             | 38,2             | 80,6             | 7,1              | 1,7              | 0,8              | 0,4              | 17,0             | Не участвовал  | Не участвовал  | Не участвовал  | Не участвовал  | Не участвовал  | Не участвовал  | Не участвовал  | Не участвовал  | Не участвовал  | Не участвовал  | Не участвовал  |
| 2001/02                                                                                  | Нью-Джерси  | 81               | 81               | 30,4             | 43,3             | 34,5             | 80,0             | 7,5              | 2,0              | 0,8              | 0,5              | 14,8             | 20             | 20             | 32,2           | 40,2           | 44,0           | 71,4           | 6,7            | 2,1            | 1,0            | 0,5            | 13,3           |
| 2002/03                                                                                  | Филадельфия | 74               | 73               | 31,6             | 48,2             | 36,9             | 80,4             | 7,1              | 1,3              | 0,9              | 0,4              | 15,9             | 12             | 12             | 33,5           | 38,2           | 43,8           | 90,0           | 7,5            | 0,8            | 0,8            | 0,2            | 10,4           |
| 2003/04                                                                                  | Нью-Йорк    | 47               | 47               | 33,5             | 44,5             | 37,3             | 81,9             | 7,3              | 1,8              | 1,1              | 0,4              | 16,4             | Не участвовал  | Не участвовал  | Не участвовал  | Не участвовал  | Не участвовал  | Не участвовал  | Не участвовал  | Не участвовал  | Не участвовал  | Не участвовал  | Не участвовал  |
| 2003/04                                                                                  | Милуоки     | 25               | 15               | 30,6             | 47,2             | 45,8             | 94,5             | 6,3              | 1,5              | 0,6              | 0,6              | 15,7             | 5              | 2              | 27,4           | 33,3           | 36,4           | 66,7           | 4,6            | 1,4            | 1,4            | 0,6            | 8,0            |
| 2004/05                                                                                  | Милуоки     | 33               | 13               | 24,8             | 44,9             | 38,5             | 86,2             | 5,0              | 1,2              | 0,6              | 0,3              | 10,4             | Не участвовал  | Не участвовал  | Не участвовал  | Не участвовал  | Не участвовал  | Не участвовал  | Не участвовал  | Не участвовал  | Не участвовал  | Не участвовал  | Не участвовал  |
| 2004/05                                                                                  | Даллас      | 29               | 3                | 23,6             | 46,2             | 37,5             | 78,3             | 4,4              | 1,2              | 0,5              | 0,3              | 12,2             | 3              | 0              | 11,0           | 46,7           | 0,0            | 88,9           | 2,0            | 0,3            | 0,3            | 0,0            | 7,3            |
| 2005/06                                                                                  | Даллас      | 53               | 0                | 20,6             | 42,4             | 36,8             | 83,2             | 3,6              | 0,7              | 0,6              | 0,2              | 8,9              | 14             | 3              | 12,3           | 33,9           | 28,6           | 100,0          | 2,3            | 0,1            | 0,0            | 0,3            | 3,6            |
|                                                                                          | Всего       | 575              | 463              | 31,6             | 44,3             | 36,1             | 83,5             | 6,8              | 1,6              | 0,8              | 0,5              | 16,0             | 57             | 40             | 25,7           | 38,8           | 39,1           | 79,5           | 5,1            | 1,1            | 0,6            | 0,3            | 9,5            |
| Наведите курсор мыши на аббревиатуры в заголовке таблицы, чтобы прочесть их расшифровку. |             |                  |                  |                  |                  |                  |                  |                  |                  |                  |                  |                  |                |                |                |                |                |                |                |                |                |                |                |